# Igor Skaline
Igor Anatolievitch Skaline (en russe : Игорь Анатольевич Скалин) est un skipper russe né le 12 janvier 1970.

## Biographie
Igor Skaline participe aux Jeux olympiques d'été de 1996 à Atlanta et remporte la médaille d'argent dans l'épreuve du soling en compagnie de Dmitri Chabanov et Gueorgui Chaïdouko.